# Dukkehus
Dukkehus er legetøj, som benyttes i forbindelse med dukker og dukketilbehør, og med møbler på dukkernes størrelse. Legen går ud på efterligning af det, som foregår i et rigtigt hus. Dukkehuse anvendes mest af småpiger i deres leg med dukker, men der er en del voksne, som laver og samler på dukkehuse.

## Historie
Der er blevet fundet dukkehuse i egyptiske gravkamre, som er næsten 5.000 år gamle. De er højst sandsynligt blevet fremstillet af rituelle årsager.
Dukkehuse blev også fremstillet for cirka 400 år siden. De var ikke beregnet på børn, men blev udelukkende brugt af voksne. Dukkehusene med indhold var ofte kostbare og ejedes kun af få rige.
Tidligere var alle dukkehuse unikke, ofte skabt af dygtige håndværkere, men siden den industrielle revolution masseproduceres de og er nu hverdagseje for mange børn.